# 小行星6161
小行星6161（英語：6161 Vojno-Yasenetsky）是一颗围绕太阳公转的小行星。1971年10月14日，柳德米拉·切爾尼赫在克里米亚发现了此天体。
这颗小行星的绝对星等为181.62055等。